# قائمة أنواع القريوطة
يوجد عدة أنواع من جنس القريوطة:	  
- قريوطة البرتية (الاسم العلمي: Caryota albertii)
- قريوطة أحادية السنبلة (الاسم العلمي: Caryota monostachya)
- قريوطة أفعوانية القشرة (الاسم العلمي: Caryota ophiopellis)
- قريوطة أندونيسية (الاسم العلمي: Caryota no)
- قريوطة جاوية (الاسم العلمي: Caryota javanica)
- قريوطة رومفيانية (الاسم العلمي: Caryota rumphiana)
- قريوطة رئيسية (الاسم العلمي: Caryota princeps)
- قريوطة طرية (الاسم العلمي: Caryota mitis)
- قريوطة كبيرة (الاسم العلمي: Caryota maxima)
- قريوطة كومينغية (الاسم العلمي: Caryota cumingii)
- قريوطة كيريونغية (الاسم العلمي: Caryota kiriwongensis)
- قريوطة مبجلة (الاسم العلمي: Caryota majestica)
- قريوطة محرقة (الاسم العلمي: Caryota urens)
- قريوطة مخططة (الاسم العلمي: Caryota zebrina)
- قريوطة مفلطحة (الاسم العلمي: Caryota obtusa)
- قريوطة ملتحمة التويجات (الاسم العلمي: Caryota sympetala)
- قريوطة نخيل السكر (الاسم العلمي: Caryota arenga)